# EMD SD18
EMD SD18는 6축 디젤 전기 기관차이며 미국 일렉트로 모티브 디젤에서 1960년 4월부터 1963년 3월까지 제작했다.동력은 1,800 hp (1.3 MW)를 생성하는 EMD 567D1 16기통 엔진으로 제공되었다.
이 기관차 모델의 54대는 미국 철도용으로 제작되었으며, 한국철도공사(주문번호 700735-700749, 일련번호 28373-28387)를 포함하여 60대가 수출용으로 제작되었다.

## 디자인 및 제작
SD18은 EMD의 SD(특수 임무) 기관차 라인의 세 번째 모델이었다. 이 기관차는 4개의 차축에서 6개의 차축을 가진 수정된 GP18로 설계되었다. 추가 차축은 GP18에 비해 더 높은 견인력과 더 고른 무게 분포를 허용했다.

## 오리지널 소유자
| 철도 회사                              | 대수 | 번호      |
| -------------------------------------- | ---- | --------- |
| 베세머 및 레이크 이리 철도             | 7    | 851–857   |
| 체사피크 및 오하이오 철도              | 19   | 1800–1818 |
| 시카고 앤 이스턴 일리노이 철도         | 2    | 60–61     |
| 덜루스, 미사베 엔드 아이언 레인지 철도 | 19   | 175–193   |
| 리저브 마이닝 컴퍼니                   | 7    | 1226–1232 |
| RFFSA (브라질로 수출)                  | 45   | 3401–3445 |
| 대한민국 철도청                        | 15   | 6001–6015 |
| 합계                                   | 114  |           |

## 보존
최소 4대의 SD18이 보존되었다. 촙-노즈 덜루스, 미사베 엔드 아이언 레인지 철도 193은 현재 레이크 슈퍼로어 철도 박물관 컬렉션의 운영 회원이다. 또한 이전에는 컬렉션에 "SDM"인 DM&IR 316이 있었다.